# زنگ‌مرغ سرسفید
زنگ‌مرغ سرسفید یا زنگ‌مرغ سه‌غبغب (نام علمی: Procnias tricarunculatus)، یک پرنده مهاجر آمریکای مرکزی از خانواده گوهرمرغان است. جنس‌ها از نظر ظاهری بسیار متفاوت هستند. سر و گلوی نر سفید است و بقیه پرها به رنگ قهوه‌ای شاه‌بلوطی است. از پایهٔ نوک او سه غبغب بلند، باریک و سیاه آویزان است که او در نمایش از آنها استفاده می‌کند. جنس ماده دارای پرهای زیتونی با زیرتنه رگه‌های مایل به زرد و ناحیه زیردم زرد است.

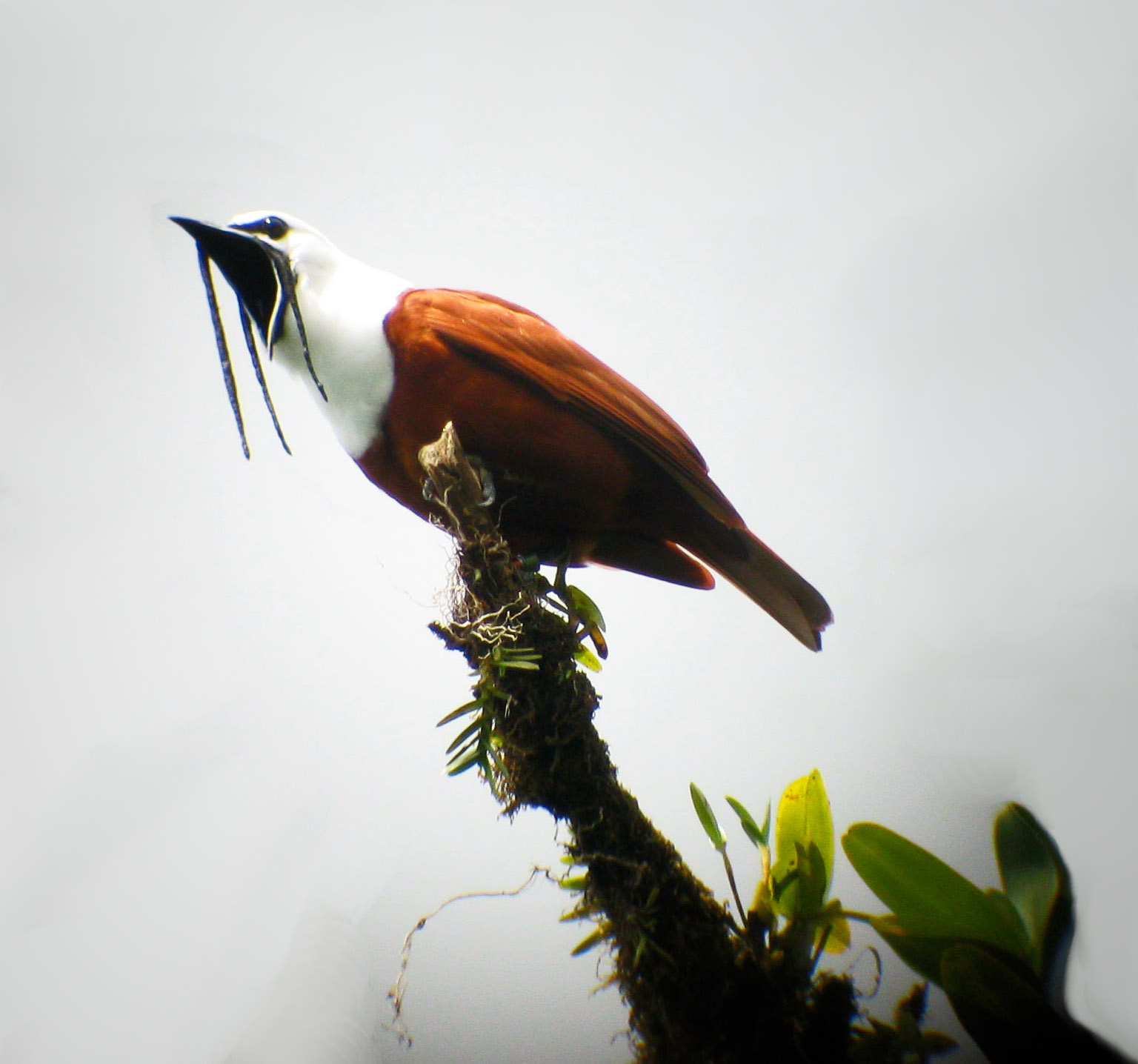
نر در کاستاریکا